# Sheinwoodiano
| Devoniano                                                                                           | Inferiore     | Lochkoviano | Più recente |
| Siluriano                                                                                           | Pridoliano    | -           | 422,7±1,6   |
| Siluriano                                                                                           | Ludloviano    | Ludfordiano | 425,0±1,5   |
| Siluriano                                                                                           | Ludloviano    | Gorstiano   | 426,7±1,5   |
| Siluriano                                                                                           | Wenlock       |             |             |
| Siluriano                                                                                           | Homeriano     | 430,6±1,3   |             |
| Siluriano                                                                                           | Sheinwoodiano | 432,9±1,2   |             |
| Siluriano                                                                                           | Llandovery    |             |             |
| Siluriano                                                                                           | Telychiano    | 438,6±0,1   |             |
| Siluriano                                                                                           | Aeroniano     | 440,5±1,0   |             |
| Siluriano                                                                                           | Rhuddaniano   | 443,1±0,9   |             |
| Ordoviciano                                                                                         | Superiore     | Hirnantiano | Più antico  |
| Suddivisione del sistema del Siluriano secondo la Commissione internazionale di stratigrafia (ICS). |               |             |             |

Nella scala dei tempi geologici, lo Sheinwoodiano rappresenta il primo dei due stadi stratigrafici o età in cui è suddiviso il Wenlock, la seconda epoca del periodo Siluriano, che a sua volta è il terzo dei sei periodi in cui è suddivisa l'era del Paleozoico.
Lo Sheinwoodiano è compreso tra 428,2 ± 2,3 e 426,2 ± 2,4 milioni di anni fa (Ma), preceduto dal Telychiano e seguito dall'Homeriano.

## Etimologia
Lo Sheinwoodiano deriva il suo nome dalla fattoria di Sheinwood, situata poco a nord del villaggio di Much Wenlock, nello Shropshire, in Inghilterra.

La denominazione fu proposta nel 1975 da un gruppo di geologi inglesi coordinati da Michael G. Bassett.

## Definizioni stratigrafiche e GSSP
La base dello Sheinwoodiano, non ancora esattamente definita, si trova tra la base della biozona 5 degli Acritarchi e il livello di scomparsa dei conodonti della specie Pterospathodus amorphognathoides. Il limite è probabilmente anche in prossimità della base della zona dei graptoliti della specie Cyrtograptus centrifugus. 
Il limite superiore, nonché base del successivo Homeriano, è fissato alla prima comparsa dei graptoliti della specie Cyrtograptus lundgreni.

### GSSP
Il GSSP, il profilo stratigrafico di riferimento della Commissione Internazionale di Stratigrafia, è stato identificato nel ruscello Hughley Brook, alla base della Buildwas Formation, circa 200 metri a sud-ovest delle poche case di Leasows e 500 metri a nord-ovest della chiesa di Hughley, ad Apedale nello Shropshire, in Inghilterra. 
Il limite non coincide con la base della biozona del Cyrtograptus centrifugus, come era stato ipotizzato al momento della sua definizione. Gli studi più recenti raccomandano un livello conodontico più elevato e più correlabile, (Ireviken datum 2), che coincide approssimativamente con la base della biozona dei graptoliti della specie Cyrtograptus murchisoni.